# 창원 이산성지
창원 이산성지(昌原 鯉山城址)는 대한민국 경상남도 창원시 마산회원구 회원동에 있는 삼한시대의 성 터이다. 1981년 12월 21일 경상남도의 기념물 제52호로 지정되었다.

## 현지 안내문
경상남도 마산시의 중심지에 있는 낮은 야산의 정상부를 에워 싼 타원형의 테뫼식 산성으로, 성 둘레는 500m이다. 돌과 흙을 섞어 쌓았으며, 성의 북쪽은 가파른 절벽을 이루고 있으며 남쪽은 반엣들과 마산항이 내려다보인다.
이 성은 현재는 무너져 버렸지만 동문터와 서문터에 무너진 돌더미가 그대로 남아있어 성벽의 원형을 찾을 수 있다. 또한 성문을 지키기 위해 성문 앞에 옹성을 쌓았던 흔적을 볼 수 있다.
이 산성은 중부 이남지역에서 나타난 가장 이른 시기의 성벽축조 모습을 보여줄 뿐 아니라 산성 일대에서 가야 토기조각과 붉은 토기조각들이 발견되고 있어, 삼한시대 변한의 조그마한 정치세력이 마산지방에 성립되어 쌓은 것으로 추정된다.

## 참고 자료
- 창원 이산성지 - 국가유산청 국가유산포털